# Женская гимназия министерства народного просвещения
Женская гимназия министерства народного просвещения — здание учебного заведения во Владивостоке. Построено в 1901—1903 годах. Автор проекта — архитектор Иван Мешков. Историческое здание по адресу Пушкинская улица, 39 сегодня является объектом культурного наследия Российской Федерации.

## История
Мариинская женская прогимназия была сформирована в 1862 году в Николаевске-на-Амуре. Изначально она являлась женским училищем-пансионом, первым в своём роде на Дальнем Востоке России. Зимой 1873 года училище было переведено во Владивосток и размещено в специально построенных деревянных зданиях на улице Светланской, в которых находилась в течение двадцати лет. Первой руководительницей училища была Татьяна Урядова. Преподавались в училище как нравственные и религиозные, так и академические дисциплины: русский, французский и английский языки, закон Божий, рисование, рукоделие, пение, естествознание, арифметика, география и история. 
В 1901—1903 годах для гимназии было возведено новое здание на Пушкинской улице. Архитектором выступил Иван Мешков. Во время русско-японской войны в здании разместился «Варшавский лазарет Красного Креста Елизаветинской общины». В 1923 году гимназия была преобразована в школу девятилетку. В конце 1923 года школе присвоено имя Марии Сибирцевой — активной участнице борьбы за советскую власть. В 1931 году преобразована в среднюю общеобразовательную летнюю школу № 9.      
В 1967 году учебное заведение преобразовано в школу с углубленным изучением китайского языка. Сегодня у школы № 9 есть побратимы в городах Далянь и Харбин.

## Архитектура
Здание четырёхэтажное кирпичное, Н-образное в плане. Главный фасад отделан декоративной штукатуркой и имеет выразительное композиционное решение, основанное на выделении его основных частей художественными средствами: цоколя, основного поля и аттикового этажа. Цокольный этаж обработан крупнофактурной штукатуркой и рустован, основное поле стены имеет гладкую поверхность, окна 2—3-го этажей объединены по вертикали в ниши и обрамлены изящными тягами криволинейного профиля. Центральный вход подчёркнут фланкирующими раскреповками стены. Размещение на уровне 3-го этажа в правой части фасада балкона, а в левой — арки въезда во двор придаёт зданию некоторую асимметричность и живописность.  